# 任佃
任佃（1490年—？年），字象虞，號璧溪、又号鹤溪，四川省順慶府南充縣人，軍籍，明朝政治人物。

## 生平
正德八年（1513年）癸酉四川鄉試第二十五名舉人，正德十二年（1517年）丁丑科會試第五十九名，第三甲第七十五名進士。兵部观政，授金坛县知县，嘉靖三年（1524年）正月选授雲南道监察御史，降職黔中县丞，历官江南淮安府推官、湖广江陵縣知縣。十一年与荆州知府孫存交讦，为抚按所参革职閑住。陞任太常寺少卿，風節凜然。

## 家族
曾祖任珤，祖任禮，父任弘，母嫡母楊氏（封安人）；生母王氏。